# マタギ (漫画)
『マタギ』は、矢口高雄による日本の漫画作品。『漫画アクション』（双葉社）において1975年から1976年にかけて連載された。コミックスは全3巻が双葉社から刊行されている。2017年にはヤマケイ文庫（山と渓谷社）全1巻が刊行された。1976年日本漫画家協会賞大賞受賞作。本作は「自然の美しさ、厳しさを描いた」矢口の作品として挙げられる漫画である。

## あらすじ
野いちご落し
熊を発見した雷レッチュウは狩座と呼ばれる包囲網を敷く。勢子が熊をブッパ（射手の構えるところ）に追い込み、射手が発砲する。一発で絶命していない熊に三四郎は古式にのっとり、槍でショウブする。槍で熊を刺し、地面に縫い付ければショウブあったになるが、それまでは油断できない。熊は解体され、肉と内臓の一部は山ノ神に奉納される。
山が不作の年、熊は冬眠に必要な脂肪を蓄えられなくて人里に降りてくる。臨月が近い峰夫の妻が家の前の畑で熊と遭遇し、殺害される。妻の悲鳴に駆けつけた峰夫に気づき、熊は逃げ出す。ハンターが集められ山狩りをするが、成果はなく、次の被害者が出る。常会長は阿仁のマタギに依頼し、三四郎が村にやってくる。三四郎の見立てはワタリイタズである。山々を渡り歩く熊で、行動が予測できないため、時間がかかると三四郎は告げる。
初雪が山野を白一色に染め、三四郎は行動を起こす。雪には足跡が残り、白い大地では熊は簡単に見分けられる。熊の習性から三四郎はヒメコ松の林にいると判断する。三四郎は愛用の村田銃を構え、ひたすら熊が急所を向けるのを待つ。突然、峰夫が飛び出し、あわやというところで峰夫の背後の銃が熊の頭部を撃ち抜く。三四郎は野いちご落としの本当の意味を村人に伝え、阿仁の里に戻る。
怜悧の果て
百宅マタギの弥作は警戒狐と呼ぶかしこい狐をどうしても撃つことができない。あるときは犬を使って追わせ、藪から飛び出したところを撃つと、それは愛犬であった。警戒狐は家族をもち、5匹の仔が生まれる。弥作の孫娘・民子は子狐と仲良くなる。弥作は禁止されているトラバサミと無味無臭の毒（硝酸ストリキニーネ）入りの肉を仕掛けるが、全く効果は無い。ところが、民子が子狐と遊んでいて、罠に触れそうになったとき、警戒狐は民子を押しのけ、罠にかかる。弥作は警戒狐を殺害し、子狐を飼う。道路工事で巣穴を掘り返され、子狐は殺害される。残された母狐は弥作の家の子狐を取り戻そうとするが、鉄の鎖には歯が立たない。思いあまって母狐は鎖の端にある杭の根元を掘り、ダイナマイトを爆発させる。ちぎれた飛んだ杭は弥作の腹に突き刺さる。
オコゼの祈り
仙北マタギのレッチュウが大熊の耳欠けを包囲した。マタギ犬姫の役割は熊を引きつけておくことであるが、姫は熊に飛びかかってしまった。射手は犬がジャマで撃てず、耳欠けは姫を手で払い逃走する。重傷の姫は百造の懸命の看護でなんとか命を取り止めた。百造は右手首を失いながら、勢子としてレッチュウに留まる。姫はマタギ犬として活躍し、多くの獲物をもたらした。ついに、レッチュウが耳欠けを見つけたとき天候が悪化し、ササ小屋に避難する。しかし、秋に運んでおいた食料は喰い荒らされており、悪天候の長期化によりレッチュウは飢えに苛まれる。姫は百造を外に誘い、まるで自分を食えというかのようにであった。銃声がして、ムジナ肉がもたらされる。レッチュウが飢餓を脱したとき、吹雪はおさまった。百造は田沢湖に向かい、辰子姫にオコゼを献げ詫び、自ら湖に身を投げる。百造は仮死状態で発見された。生まれ変わった百造は仙北マタギの名シカリになる。
勢子の源五郎
仙北マタギの源五郎は白髪滝の神に1頭でもいいからイタズ（熊）を撃かせてくれと祈る。すると、天気は急変し、滝壺から水が立ち上がってくる。気が付くと源五郎は高い木の上にいた。その後、源五郎はイタズを偶然発見し、レッチュウに獲物をもたらす。シカリは源五郎がサカブを聞いたとすれば、それは勢子としてのものだろうと判断する。勢子としての源五郎はめざましい働きをみせ、この年のレッチュウの熊捕獲数は40頭を超えた。しかし、シカリは獣を絶やさないため、3年間の休みを命じるが、源五郎は従わない。翌年から仙北は前代未聞の不猟となり、源五郎は山の声が聞こえなくなる。源五郎が白髪滝で祈ると熊の幻影に襲われ、それから逃れようと水中の幹にしがみつき、そのまま息絶える。
アマッポ
阿仁マタギの不入山でシロビレ（鉄砲）の音が聞こえる。雷レッチュウが現場に向かうと、アマッポが仕掛けてある。テグスに触れると発砲する危険な仕掛けである。シカリは不入山でのアマッポは断じて許されないと口にする。夜になりたき火を囲み、シカリの辰五郎は若い日の過ちについて話す。木の上から男の声色で、そのバカな男とは今や阿仁マタギのシカリという声がする。声の主の女性は姿を現し、入山の目的を聞く。辰五郎が自分の若き日の過ちで自死した娘の命日だと答えると、女性はコダマネズミが自分の正体であり、その娘は小玉流マタギのシカリの娘であったと言い残し消え去る。
行者返し
辰五郎は三四郎に小玉流マタギと重野流マタギに起きた物語を話し、山の神がマタギの心を試したこと、掟に縛られて人の情を失った小玉流マタギの6人をコダマネズミに変え、その後、小玉流は廃れたと話す。辰五郎は不入山の奥の行者返しに行けと命じ、そこで何を見ようと他言無用と念を押す。行者返しの入り口で、三四郎は奥羽山脈では絶滅したスネ（ニホンザル）を見かける。三四郎はスネの群れに囲まれ、群れが移動するとき1頭が大きな獣に襲われるのを見る。
三四郎はボスに連れられて深い谷に入り、そこでスネを埋葬する。女性の声に従い、シロビレを置いてついていくと、洞窟状の温泉場となり、女性ばかりの小玉流マタギと対面する。小玉流シカリは「生命輪廻之書」の序論を説明し、マタギは自然の恵みに対して何かを還元しているかと問い、小玉流マタギは鳥獣の保護、増殖を図ることを目的としていると話す。三四郎は裏の湯治湯で獣たちが一緒に湯に入っているところを見る。小玉流マタギが保護し増やしてきた鳥獣を撃いてきたことに大きなショックを受けた三四郎に、シカリはシロビレを捨てるよう説得する。吹雪鬼が死んだスネを抱えて報告に来る。シカリはニホンオオカミだけはままならないと話す。
寒立ち
吹雪の中、ニホンカモシカは危険を察知すると急峻な岩場を上り、岩嵩にたどり着くと静止する。これをアオの寒立ちという。阿仁の里では三四郎の行方を皆が心配する。夜分に吹雪が辰五郎を訪ね、三四郎が戻っているかをたずねる。三四郎は吹雪の中、小玉流マタギの家を出たという。辰五郎は行者返しでの出来事について吹雪鬼から聞くことにする。カモシカは岩嵩から降り、動き出した。それを雪の中から狙っているものがある。ニホンオオカミは1頭でカモシカを仕留め、その遠吠えに数頭が応える。それを見届けた三四郎は辰五郎の家に戻り、吹雪鬼と再会する。三四郎はマタギをやめると告げ、一人で山に戻る。
樹氷
三四郎はニホンオオカミの群れを追跡している。オオカミは三四郎から一定の距離を保って移動を続ける。何日かの追跡で三四郎はカゼをひき、高熱を出しながら追跡を続ける。結氷した湖面で仔オオカミは遊んでいるとき、恐竜を思わせる巨大な動物が水中から現れ、オオカミをくわえて水中に消える。三四郎は気を失い、通りかかったオイの百造に助けられる。春になり二人は湖にウサギをエサに仕掛けを入れる。浮きは大きな丸太である。丸太は水中に引き込まれ、その後水中から飛び出す。
最後の鷹匠
春まだ浅い鳥海山に鷹匠が分け入る。彼の腕には大きな鷹が止まっている。ウサギを見つけると鳥海号の冠毛が逆立つ。鷹匠の合図とともに鳥海号は一直線にウサギに襲いかかり、強力なかぎ爪で押える。鳥海号にはほうびの肉が与えられる。鷹匠の父は名人と呼ばれていたが、鷹匠が子どもの頃に、火事で鷹を助けようとして亡くなった。父の墓を守るように2羽の鷹は動かず、49日目に息絶えた。日本経済の高度成長ににより、鷹狩は苦労の割りに収入が少なく、鷹匠は激減する。鷹匠は斜面が不安定であり、雪崩の危険性を察知する。しかし、鳥海号は飛び立ち狐に向かっていく。古狐は反撃し、鷹匠は我を忘れて駆け出し、雪崩に飲まれる。作品の冒頭には「この一編を故・土田力蔵氏の霊に献げる」と記載されている。

## 登場人物
三四郎（さんしろう）
阿仁マタギ、雷（いかづち）レッチュウの若手。百五十尺先の熟れた野いちごの実を狙い、その実を壊さずに付け根から撃ち落とすことから、野いちご落しの三四郎と呼ばれる。
辰五郎（たつごろう）
阿仁マタギ、雷レッチュウのシカリ。転び射ちの辰五郎の異名を持つ。
子之吉（ねのきち）
雷レッチュウの一員。念の入った射撃をすることから、念入り子之吉の異名をもつ。
佐市（さいち）
雷レッチュウの一員。暴発事故で片耳を鼓膜ごと失ったため音無し佐市の異名をもつ。
久助（きゅうすけ）
雷レッチュウの一員。冷静で、いぶし銀のごときベテラン。
岩松（いわまつ）
雷レッチュウの一員。勢子として一流。
由蔵（よしぞう）
雷レッチュウの一員。若手ながらも、根性がある。
弥作（やさく）
百宅マタギ。警戒狐を狩れずマタギの心を失う。
民子（たみこ）
弥作の孫娘。警戒狐の子どもと仲良くなる。
百造（ももぞう）
仙北マタギ。右手を失いながら勢子としてレッチュウに残る。
源五郎（げんごろう）
仙北マタギ。白髪滝に住むというお白髪神様にお参りしたところ、山の神の声が聞こえるようになる。
吹雪鬼（ふぶき）
小玉流マタギの一員。三四郎に惹かれていく。

## 反響
1990年に愛蔵版が発売されて以来、本作は長らく絶版であった。2017年10月16日に山と渓谷社より文庫版が復刻され、同年12月15日までに5刷となり、その時点で計1万7000部の発行という異例の重版となった。同月に本の雑誌社より刊行された『おすすめ文庫王国2018』では、「本の雑誌が選ぶ2017年度文庫ベスト10」の第3位に本作が選出され、40年ぶりの再評価となった。

## 書誌情報
- 矢口高雄『マタギ』双葉社〈アクションコミックス〉、全3巻 - ISBNはない。
  1. 1975年2月20日初版発行[6][7]
  2. 1976年3月10日初版発行[8][9]
  3. 1976年9月10日初版発行[10][11]
- 矢口高雄『愛蔵版 マタギ』中央公論社、全1巻
  - 1990年2月5日発行[12]、ISBN 4120018857
- 矢口高雄『マタギ』山と渓谷社〈ヤマケイ文庫〉、全1巻
  - 2017年10月発行、ISBN 978-4-635-04841-5[1][13]